# Schronisko pod Wiszącą Wantą
Schronisko pod Wiszącą Wantą – schronisko na wzniesieniu Rogożowej Skały, w miejscowości Przeginia, w województwie małopolskim, w powiecie krakowskim, w gminie Jerzmanowice-Przeginia. Położone jest w najwyższej części Doliny Czubrówki na Wyżynie Olkuskiej w obrębie Wyżyny Krakowsko-Częstochowskiej.

## Opis schroniska
Schronisko znajduje się u podstawy skały Bulwa, na szczycie której znajduje się luźny skalny blok – wanta. Schronisko ma postać szczeliny o szczelinowym, nieregularnym otworze wejściowym, w którego stropie znajdują się zaklinowane bloki skalne. Również przed wejściem do schroniska znajduje się blok skalny, który niedawno odpadł od skały.
Schronisko wytworzone jest w wapieniach z jury późnej. Powstało na szczelinie ciosowej, która została powiększona przez wodę – na ścianach widoczne są ślady wymywania ich przez wodę oraz nacieki grzybkowe. Jest suche, w całości oświetlone światłem słonecznym i nie ma własnego mikroklimatu. Namulisko składa się z próchnicy i nawianych przez wiatr liści. Na jego ścianach rozwijają się glony.

## Historia badań i dokumentacji
Schronisko zapewne było znane, nie było jednak opisywane w literaturze. Po raz pierwszy zmierzyli go M. Kozioł i A. Polonius w 2014 r. Opisał go Adam Polonius, on też sporządził plan schroniska.

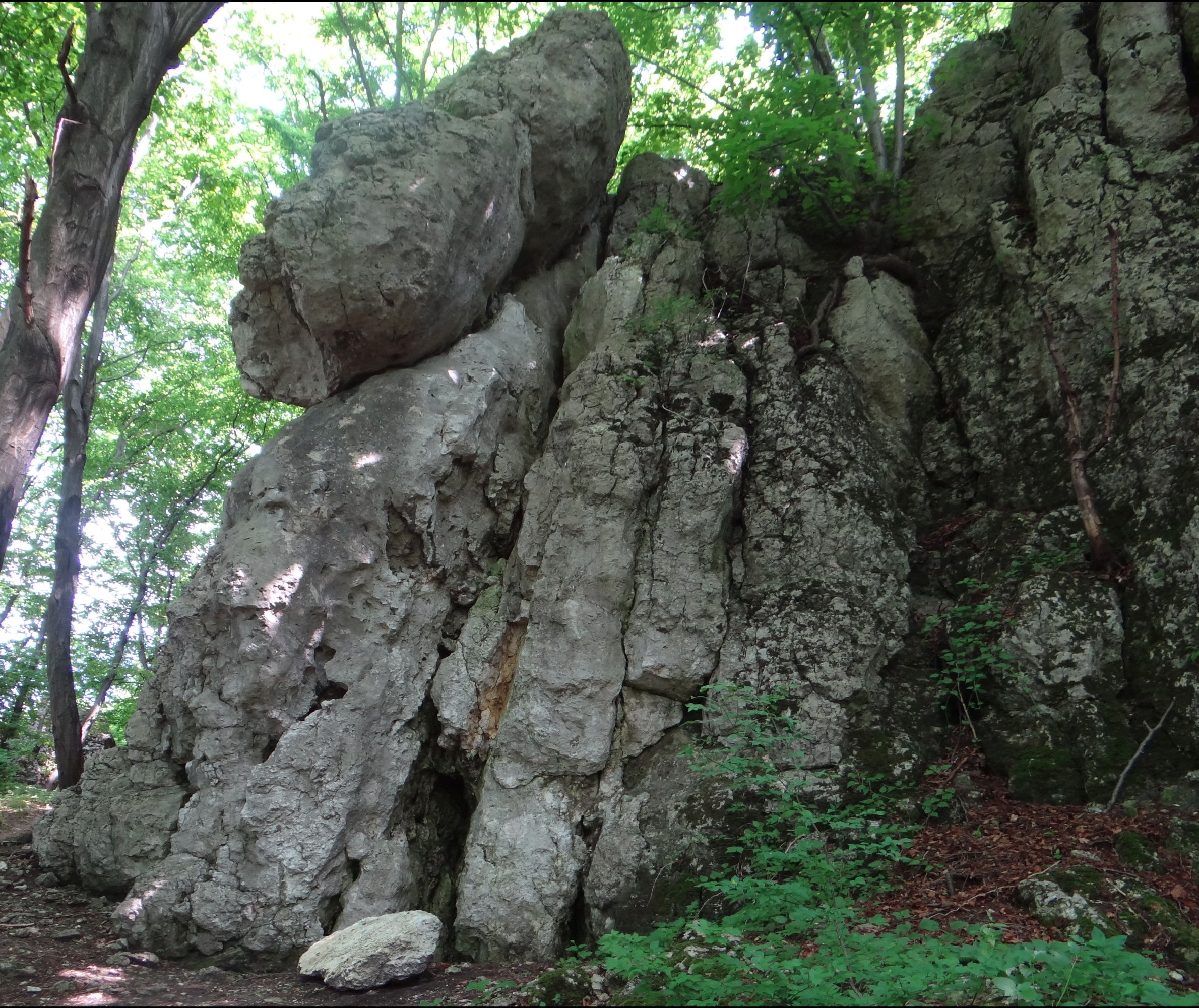
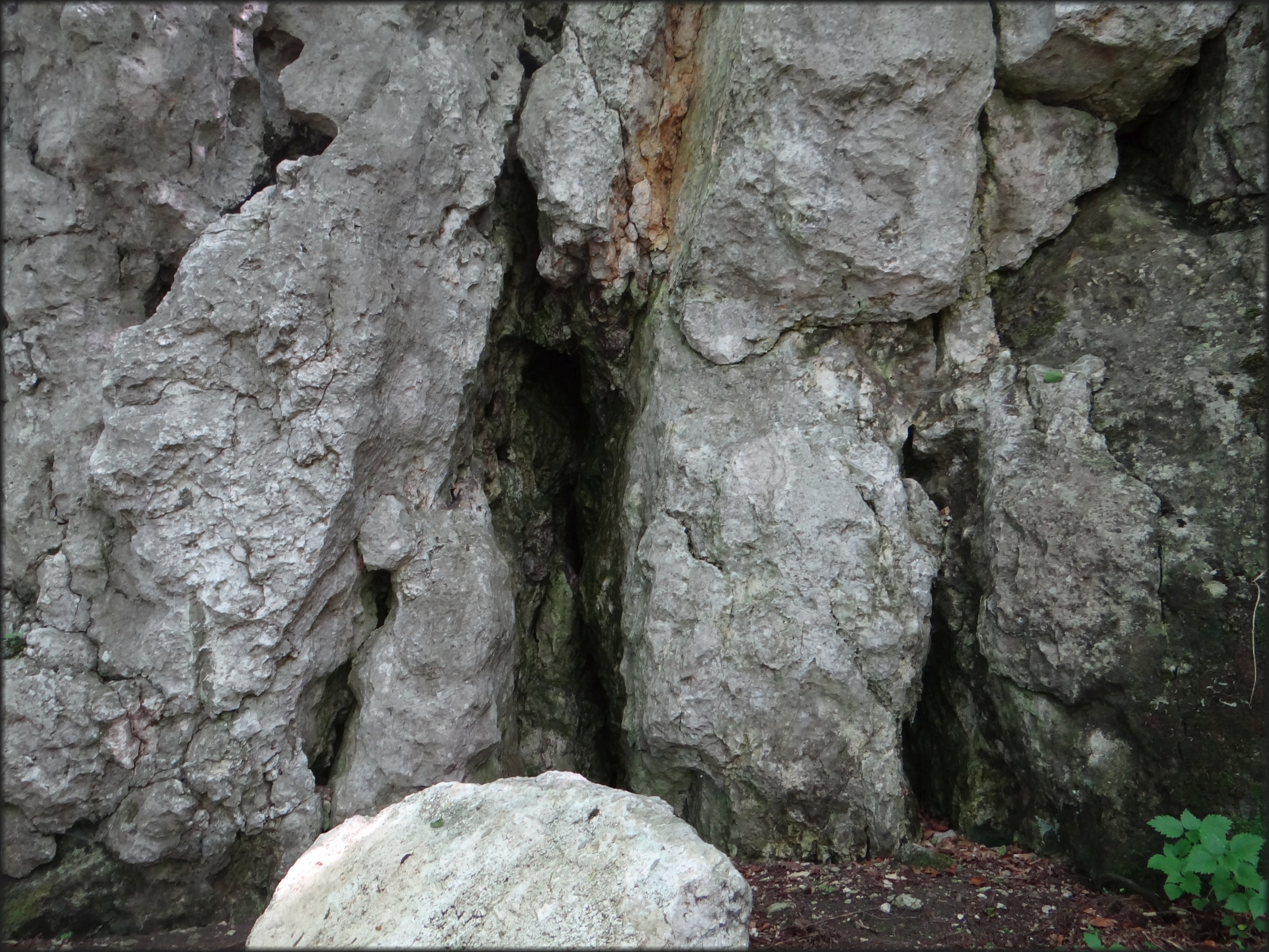
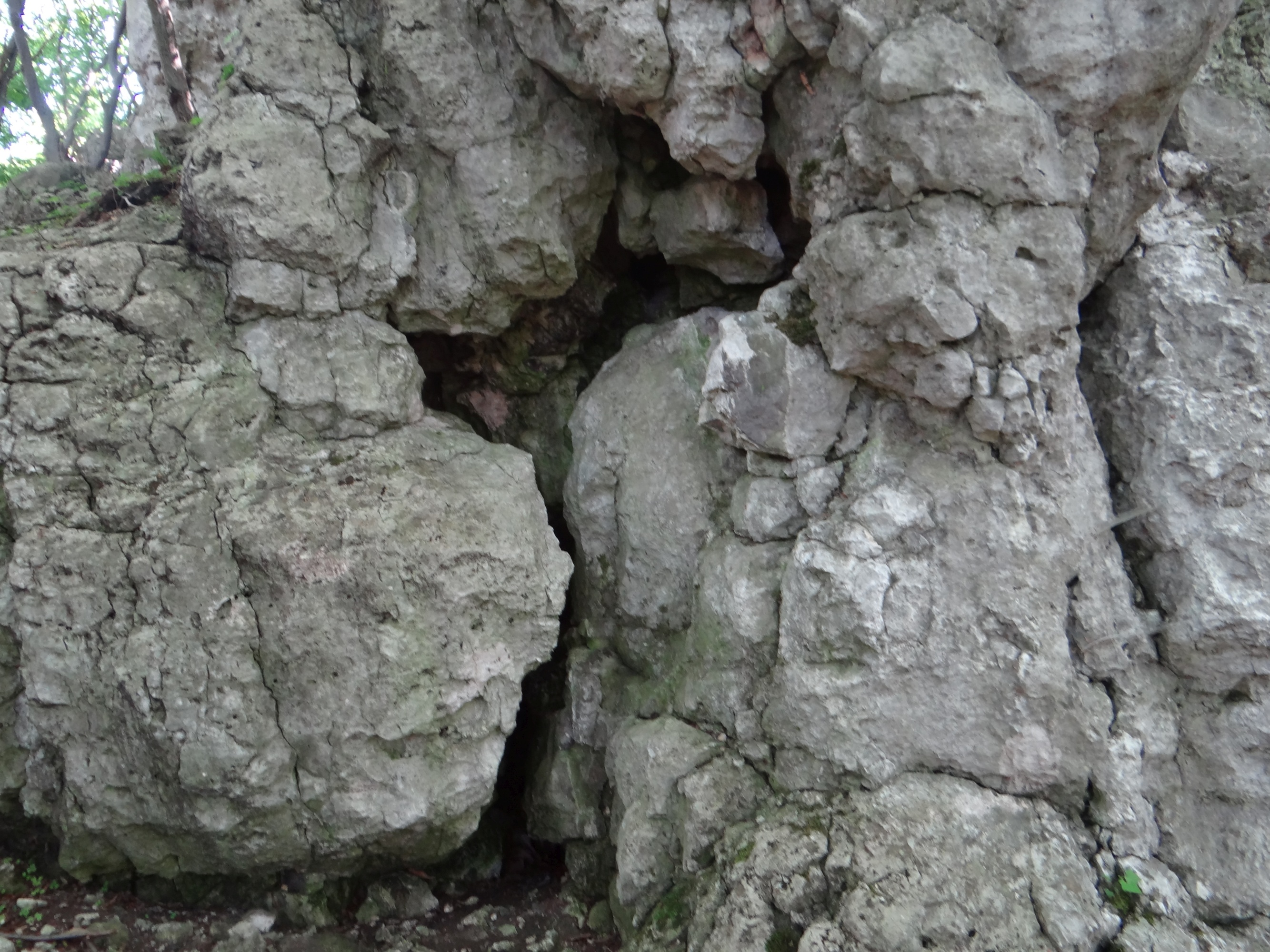
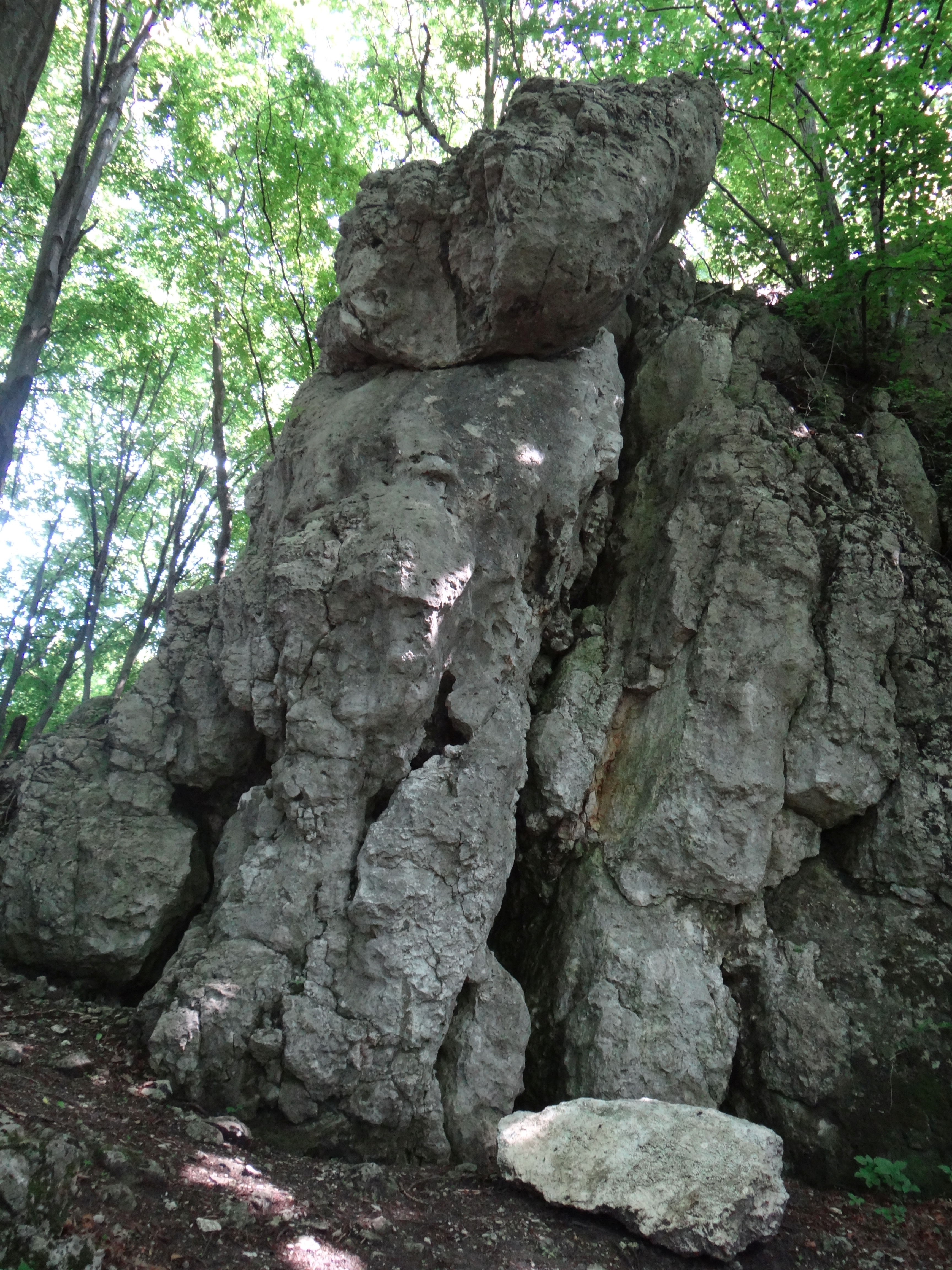